# Церква святого Миколая (Метенів)
Церква святого Миколая в Метенові — парафія і храм греко-католицької громади Озернянського деканату Тернопільсько-Зборівської архієпархії Української греко-католицької церкви в селі Метенів Тернопільського району Тернопільської области.

## Історія церкви
Парафія раніше була дочірньою і належала до УГКЦ, але у 1926 році, після будівництва храму, вона стала самостійною.
Церква діяла постійно. До 1946 року та з грудня 1991 року храм належить УГКЦ. У період з 1946 до 1990 року парафія і церква перебували в юрисдикції РПЦ, хоча з 1960 до 1987 року храм не діяв.
У березні 2004 року єпископську візитацію здійснив Михаїл Сабрига.
На території парафії встановлені:
- Хрест на честь 1000-ліття Хрещення Руси-України.
- Фігура Ісуса Христа на честь скасування панщини.
- Символічна могила Борцям за волю України.

## Парохи
- о. Андрій Лошній (до 1946),
- о. Юрій Ковалик (з 1991).